# La sirenetta - Le nuove avventure marine di Ariel
La sirenetta: Le nuove avventure marine di Ariel (The Little Mermaid) è una serie televisiva animata statunitense prodotta da Walt Disney Television Animation e basata sul film La Sirenetta (1989), ispirato all'omonima fiaba di Hans Christian Andersen. Gli episodi raccontano le avventure vissute dalla sirenetta Ariel, precedenti agli eventi del lungometraggio. Si tratta della prima serie televisiva Disney ispirata a un Classico Disney.

## Trama

Ariel in una scena del primo episodio

Ariel è una sirena adolescente che vive nel regno sottomarino di Atlantica, insieme a suo padre il re Tritone, le sue sorelle e i suoi amici Sebastian e Flounder. Ribelle e scanzonata, Ariel vivrà memorabili avventure, incontrerà nuovi amici e difenderà il regno dai terribili nemici che intendono distruggerlo.

## Produzione
Dopo il successo del film del 1989, la Walt Disney Company progettò una serie televisiva destinata al pubblico femminile per il canale via cavo Disney Channel chiamato "The Little Mermaid's Island". Nel concept originale, la serie avrebbe incluso pupazzi animati da Jim Henson (creatore dei Muppets) che interagivano con Ariel, interpretata da un'attrice in carne e ossa. In seguito alla morte di Henson, la Disney abbandonò i piani per "The Little Mermaid's Island" in favore di un progetto più ambizioso, volto a sfruttare il successo della distribuzione in home-video de La Sirenetta: una serie animata a cadenza settimanale per la rete CBS, concepita come prequel del film. La serie fu messa in produzione nel 1991: prodotta in America, veniva animata in studios dislocati tra Corea, Giappone e Filippine.
Jamie Mitchell, artista e graphic designer della serie animata I Gummi, fu nominato produttore e regista della nuova serie; gli sceneggiatori Patsy Cameron e Tedd Anasti, che avevano lavorato insieme a serie quali I Puffi di Hanna-Barbera e DuckTales, scrissero quasi tutti gli episodi della seconda e della terza stagione. Dal cast tecnico del film tornarono invece Mark Dindal, capo degli effetti speciali, e il compositore Robby Merkin, che aveva collaborato con Alan Menken e Howard Ashman alla creazione della colonna sonora del film. Alcuni doppiatori del lungometraggio originale ripresero i loro ruoli, tra cui Jodi Benson (Ariel), Samuel E. Wright (Sebastian), Kenneth Mars (Re Tritone) e Pat Carroll (Ursula); Bradley Pierce subentrò invece come voce di Flounder e Jeff Bennett come quela di Eric. Per alcuni episodi furono composte appositamente musiche e canzoni originali, mentre la sigla iniziale è un medley strumentale dei tre principali brani del film: Parte del tuo mondo, In fondo al mar e Baciala.
La serie debuttò in America nell'autunno del 1992 con uno speciale animato in prima serata intitolato A Whale of a Tale (Il balenottero smarrito, in italiano); furono prodotte 3 stagioni della serie, per un totale di 31 episodi. La serie veniva invece trasmessa regolarmente il sabato mattina su CBS tra il 1992 al 1994, prima dell'acquisto dei diritti Disney dall'emittente rivale ABC. In seguito Disney Channel mandò in onda le repliche della serie, passate poi su Toon Disney.
In Italia la prima serie fu trasmessa in prima visione su Canale 5 nell'autunno del 1993, all'interno del programma A tutto Disney!; le due serie successive andarono invece in onda su RaiUno all'interno di Solletico. La serie nella sua interezza fu poi replicata sui canali Rai e su Disney Channel Italia. L'episodio pilota-speciale Il balenottero smarrito, trasmesso in prima visione, non è mai stato replicato.
Dal 24 marzo 2020 la serie è disponibile interamente sulla piattaforma Disney+.

## Accoglienza
La serie ebbe un discreto successo nelle prime due stagioni, spingendo la Disney a mettere in cantiere una serie basata sul film Aladdin. La terza stagione de La Sirenetta fu trasmessa in concomitanza con la prima di Aladdin: questo fu forse il motivo per il drastico calo di ascolti che spinse la CBS a non commissionare una quarta serie.

## Personaggi

### Personaggi daLa sirenetta
- Ariel: la figlia più giovane del re del mare. Ama cantare e cacciarsi nei guai.
- Flounder: il migliore amico di Ariel, un pesce di barriera tropicale di colore giallo brillante e con strisce blu che segue le sue avventure e tende facilmente a spaventarsi.
- Sebastian: un piccolo granchio rosso con l'accento giamaicano che funge da consigliere del re, musicista di corte, insegnante, capo scout e custode di Ariel.
- Re Tritone: padre di Ariel e sovrano di Atlantica, che protegge il suo regno con il suo tridente magico.
- Scuttle: un goffo gabbiano, amico di Ariel. All'inizio Ariel ha paura di lui, ma diventano amici dopo che hanno salvato Sebastian.
- Aquata, Andrina, Arista, Attina, Adella, Alana: le sei sorelle maggiori di Ariel.
- Ursula: la potente strega del mare.
- Flotsam e Jetsam: due murene verdi che spiano gli avversari di Ursula per mezzo dei loro magici occhi.
- Principe Eric: futuro marito di Ariel. Compare occasionalmente con il suo cane Max.

### Personaggi originali della serie
- Riccio: un giovane tritone orfano e amico di Ariel. Ha i capelli biondi e la coda verde.
- Don Vito Gamberone: un astice americano viola, evidente parodia dello stereotipo del boss mafioso italoamericano, accompagnato dal fido braccio destro Sgambetto, un gamberetto rosa.
- Manta: un ibrido uomo/manta nonché antagonista ricorrente della serie che tenta ripetutamente di conquistare Atlantica, viene liberato accidentalmente da Ariel dopo essere stato per molti anni imprigionato in una caverna a causa della sua pericolosità. Ha un figlio di nome Putiferio con cui Ariel finisce per stringere amicizia.
- Perla: una sirena viziata e in cerca di emozioni, le cui azioni spesso portano Ariel e lei stessa a mettersi nei guai.
- Macchietta: un cucciolo di orca che Ariel adotta e alleva nascondendolo nel palazzo.
- Simon: un solitario ma amichevole ippocampo color lavanda con cui Ariel, Sebastian e Flounder fanno amicizia.
- Gabriella: una giovane sirena amica di Ariel; a causa del suo mutismo, comunica con il linguaggio dei segni e per mezzo di alcune conchiglie.
- Ollie: un polpo blu, amico e interprete di Gabriella.
- Murena: un maschio di murena verde scuro che si guadagna da vivere come venditore ambulante.
- Granchi Scout: un gruppo di giovani granchietti (composto da piccoli di entrambi i sessi) capitanati da Sebastian.
- Imperatore Sharga: imperatore del regno Sharkania, appartiene ad una razza di uomini squalo, e pianifica la conquista di Atlantica.
- Ciclope del Mare: un antico mostro marino il cui obiettivo primario è quello di dormire per 1 000 anni e che si infuria quando viene svegliato, arrivando a distruggere qualunque cosa.
- Dudley: una tartaruga di mare anziana che insieme a Sebastian assiste Re Tritone.
- Hans Christian Andersen: un umano che appare nell'episodio "Come nasce una favola" che comanda un sottomarino che va a bloccarsi in fondo al mare e Ariel con l'aiuto del padre lo soccorre a patto che non riveli l'esistenza delle sirene, l'uomo in questione si rivela essere Hans Christian Andersen, che alla fine dell'episodio scriverà la fiaba de La sirenetta.

## Doppiaggio
In Italia, il doppiaggio è stato realizzato dalla Royfilm, diretto da Renzo Stacchi, con dialoghi a cura di Andrea De Leonardis con l'edizione italiana curata da Ludovica Bonanome.
In questa serie gli unici doppiatori a riprendere il loro ruolo dal film sono Ronny Grant (Sebastian), Sandro Sardone (Flotsam e Jetsam) e Marco Mete (Scuttle); Cristina Grado sostituisce Sonia Scotti nel ruolo di Ursula. Paola Valentini divenne, da questo progetto in poi, la voce italiana ufficiale di Ariel in tutte le altre apparizioni animate del personaggio.
| Personaggio      | Doppiatore originale                                                  | Doppiatore italiano                                    |
| ---------------- | --------------------------------------------------------------------- | ------------------------------------------------------ |
| Ariel            | Jodi Benson                                                           | Paola Valentini (dialoghi) Tanaquilla Leonardi (canto) |
| Flounder         | Edan Gross (prima stagione) Bradley Pierce (seconda e terza stagione) | Davide Perino                                          |
| Sebastian        | Samuel E. Wright                                                      | Ronny Grant                                            |
| Re Tritone       | Kenneth Mars                                                          | Bruno Alessandro                                       |
| Scuttle          | Maurice LaMarche                                                      | Marco Mete                                             |
| Aquata           | Mona Marshall                                                         |                                                        |
| Andrina          | Catherine Cavadini                                                    |                                                        |
| Arista           | Mary Kay Bergman                                                      |                                                        |
| Attina           | Kath Soucie                                                           |                                                        |
| Adella           | Sherry Lynn                                                           |                                                        |
| Alana            | Kimmy Robertson                                                       |                                                        |
| Ursula           | Pat Carroll                                                           | Cristina Grado                                         |
| Flotsam e Jetsam | Paddi Edwards                                                         | Sandro Sardone                                         |
| Principe Eric    | Jeff Bennett                                                          | Corrado Conforti                                       |

| Personaggio             | Doppiatore originale                                                           | Doppiatore italiano                           |
| ----------------------- | ------------------------------------------------------------------------------ | --------------------------------------------- |
| Riccio                  | Danny Cooksey                                                                  | Simone Crisari                                |
| Don Vito Gamberone      | Joe Alaskey                                                                    | Vittorio Amandola (dialoghi) Ermavilo (canto) |
| Sgambetto               | David Lander                                                                   | Roberto Draghetti                             |
| Manta                   | Tim Curry                                                                      | Roberto Draghetti                             |
| Perla                   | Cree Summer                                                                    | Maura Cenciarelli                             |
| Macchietta              | Frank Welker                                                                   | ???                                           |
| Simon                   | Brian Cummings                                                                 | ???                                           |
| Gabriella               | ???                                                                            | ???                                           |
| Ollie                   | Whitby Hertford                                                                | ???                                           |
| Murena                  | Dave Coulier                                                                   | ???                                           |
| Granchi Scout           | J.D. Daniels, Anndi McAfee, Bradley Pierce, Malachi Pearson, e Whitby Hertford | ???                                           |
| Flo e Ebb               | Kath Soucie e Richard Karron                                                   | ???                                           |
| Imperatore Sharga       | Jim Cummings                                                                   | Renzo Stacchi                                 |
| Ciclope del Mare        | Jim Cummings                                                                   | ???                                           |
| Dudley                  | Lawrence Montaigne                                                             | ???                                           |
| Hans Christian Andersen | Mark Hamill                                                                    | Giorgio Locuratolo                            |
| Archimede               | Rod McKuen                                                                     | Giorgio Lopez                                 |

## Episodi
La serie ha avuto un totale di 31 episodi in tre stagioni. L'episodio "Manta il terribile" mostra in un flashback il primo incontro tra due giovanissimi Ariel e Flounder (che contraddice una scena analoga del terzo film della serie, uscito però più di quindici anni dopo la messa in onda della serie). Allo stesso modo, in alcuni episodi Ariel interagisce con un giovane principe Eric e con Ursula, in aperta contraddizione con quanto accade nel primo film.
Nell'episodio "Come nasce una favola" Ariel salva un umano, Hans Christian Andersen, liberamente ispirato all'autore che scrisse la favola originale; l'incontro ha ispirato il personaggio a "scrivere" la fiaba.

## Lista episodi

### 1ª stagione
| nº | Titolo inglese              | Titolo italiano                  | Prima TV USA      | Prima TV Italia |
| -- | --------------------------- | -------------------------------- | ----------------- | --------------- |
| 1  | "Whale of a Tale"           | Il balenottero smarrito          | 11 settembre 1992 |                 |
| 2  | "The Great Sebastian"       | Sebastian l'ambasciatore         | 12 settembre 1992 |                 |
| 3  | "Stormy"                    | Ariel e l'ippocampo gigante      | 19 settembre 1992 |                 |
| 4  | "Urchin"                    | Il monello                       | 26 settembre 1992 |                 |
| 5  | "Double Bubble"             | Una bambinaia per due tritoncini | 3 ottobre 1992    |                 |
| 6  | "Message in a Bottle"       | Quell'amico è un vero mostro     | 10 ottobre 1992   |                 |
| 7  | "Charmed"                   | Sull'orlo dell'abisso            | 17 ottobre 1992   |                 |
| 8  | "Marriage of Inconvenience" | I giochi del mare                | 24 ottobre 1992   |                 |
| 9  | "The Evil Manta"            | Manta il terribile               | 31 ottobre 1992   |                 |
| 10 | "Thingamajigger"            | Il vattelapesca                  | 7 novembre 1992   |                 |
| 11 | "Red"                       | La pietra della giovinezza       | 14 novembre 1992  |                 |
| 12 | "Beached"                   | A casa in castigo                | 21 novembre 1992  |                 |
| 13 | "Trident True"              | Per la festa del papà            | 28 novembre 1992  |                 |
| 14 | "Eel-Ectric City"           | La città elettrica               | 5 dicembre 1992   |                 |

### 2ª stagione
| nº     | Titolo inglese              | Titolo italiano               | Prima TV USA      | Prima TV Italia |
| ------ | --------------------------- | ----------------------------- | ----------------- | --------------- |
| 1 (15) | "Resigned to It"            | La marea rossa                | 18 settembre 1993 |                 |
| 2 (16) | "Colliope Dreams"           | Concerto per Calliope         | 25 settembre 1993 |                 |
| 3 (17) | "Save the Whale!"           | Salvate Macchietta            | 2 ottobre 1993    |                 |
| 4 (18) | "Against the Tide"          | Una iella abissale            | 9 ottobre 1993    |                 |
| 5 (19) | "Giggles"                   | Anche i pesci palla ridono    | 16 ottobre 1993   |                 |
| 6 (20) | "Wish Upon a Starfish"      | I sogni non hanno handicap    | 23 ottobre 1993   |                 |
| 7 (21) | "Tail of Two Crabs"         | Il primo della classe         | 30 ottobre 1993   |                 |
| 8 (22) | "Metal Fish"                | Come nasce una favola         | 6 novembre 1993   |                 |
| 9 (23) | "T'ank You fot Dat, Ariel!" | Per qualche centimetro in più | 11 dicembre 1993  |                 |

### 3ª stagione
| nº     | Titolo inglese          | Titolo italiano             | Prima TV USA      | Prima TV Italia |
| ------ | ----------------------- | --------------------------- | ----------------- | --------------- |
| 1 (24) | "Scuttle"               | Scuttle                     | 17 settembre 1994 |                 |
| 2 (25) | "King Crab"             | Re per un giorno            | 24 settembre 1994 |                 |
| 3 (26) | "Island of Fear"        | L'isola della paura         | 1 ottobre 1994    |                 |
| 4 (27) | "Land of the Dinosaurs" | Dinosauri tra noi           | 8 ottobre 1994    |                 |
| 5 (28) | "Heroes"                | L'olimpo degli eroi         | 15 ottobre 1994   |                 |
| 6 (29) | "The Beast Within"      | L'ululato del licantropesce | 22 ottobre 1994   |                 |
| 7 (30) | "A Little Evil"         | Il piccolo Manta            | 26 novembre 1994  |                 |
| 8 (31) | "Ariel's Treasures"     | Il tesoro di Ariel          | 29 ottobre 1994   |                 |

## Edizioni home video

### VHS
In Italia, alcuni episodi della serie sono stati distribuiti in VHS raccolti in sei volumi:
- La sirenetta, Le nuove avventure marine di Ariel (Volume 1): Il balenottero smarrito, uscito il 19 novembre 1993
- La sirenetta, Le nuove avventure marine di Ariel (Volume 2): Ariel e l'ippocampo gigante, uscito il 19 novembre 1993
- La sirenetta, Le nuove avventure marine di Ariel (Volume 3): Baby Sitter per Due, uscito il 19 novembre 1993
- La sirenetta, Le nuove avventure marine di Ariel (Volume 4): Amicizia in armonia, uscito il 21 ottobre 1994
- La sirenetta, Le nuove avventure marine di Ariel (Volume 5): Il dono incantato, uscito il 21 ottobre 1994
- La sirenetta, Le nuove avventure marine di Ariel (Volume 6): Due sorelle in alto mare, uscito il 21 ottobre 1994

### DVD
- L'episodio Quell'amico è un vero mostro è incluso nel DVD Festa di compleanno con le Principesse Disney uscito il 22 settembre 2004.
- L'episodio La stella dei desideri è incluso nel DVD Storie di Principesse Disney - Vol. 1 - Un dono dal cuore uscito il 12 gennaio 2005.
- L'episodio Il tesoro di Ariel è incluso nel DVD Storie di principesse - La magia dell'amicizia Volume 02 uscito il 6 luglio 2005.